# Rue des Bouchers (Bruxelles)
Pour les articles homonymes, voir Rue des Bouchers.

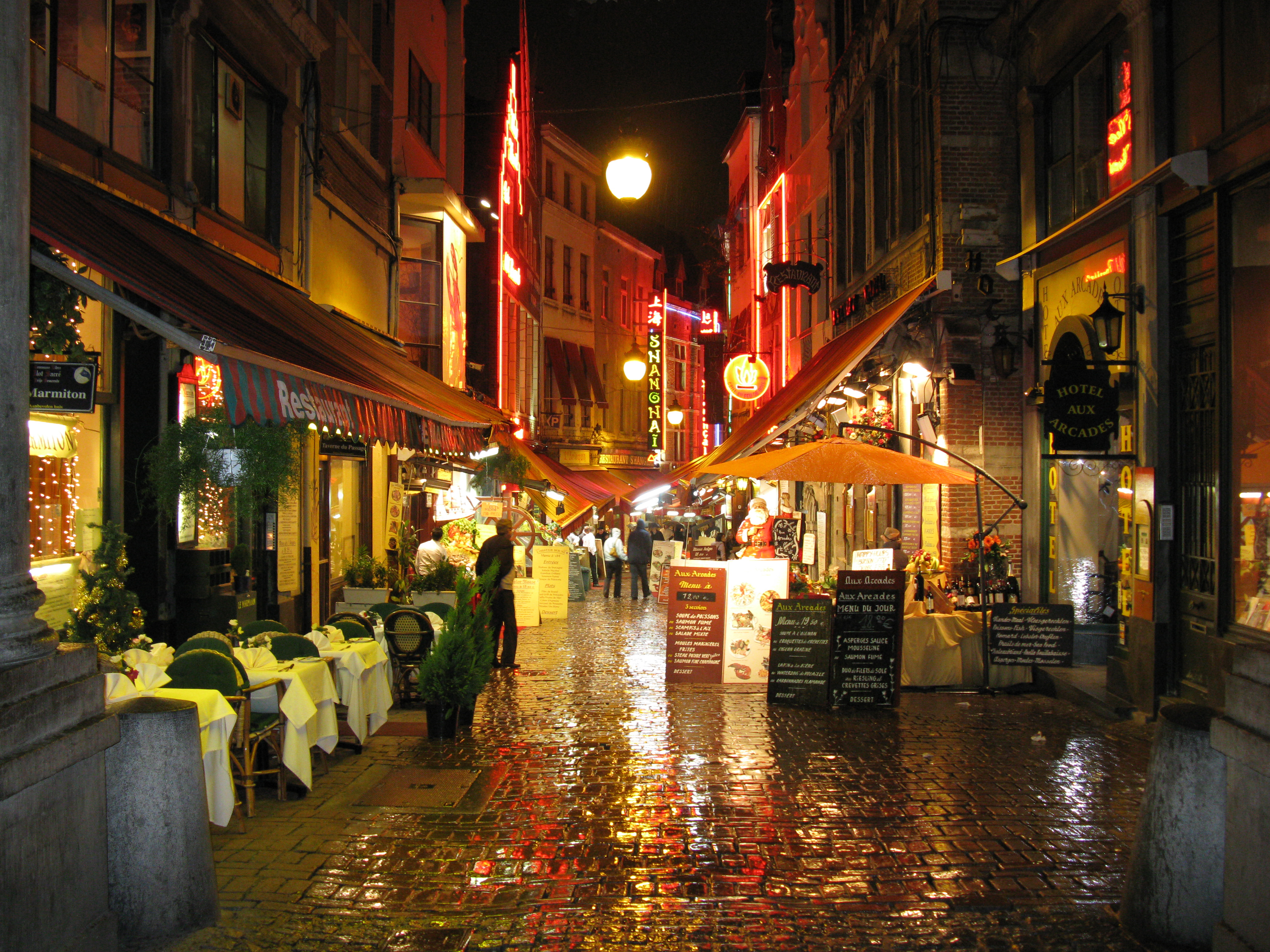
La rue des Bouchers et ses nombreux restaurants

La rue des Bouchers (en néerlandais : Beenhouwersstraat) est une rue touristique de Bruxelles, en Belgique, située en plein centre, dans le quartier de la Grand-Place de Bruxelles.

## Description
La      rue des Bouchers est une rue piétonne très touristique du centre de Bruxelles : elle concentre un grand nombre de restaurants comme le fameux Chez Léon, spécialiste du « moules-frites », qui occupe quatre maisons contiguës (n° 18-20-22-24).
Elle part de la rue Grétry pour monter, parallèlement à la rue du Marché aux Herbes et à la rue de l'Écuyer, jusqu'à couper les Galeries royales Saint-Hubert avant de rejoindre la rue de la Montagne.

## Patrimoine
La rue des Bouchers abrite de nombreux édifices dignes d'intérêt parmi lesquels des maisons baroques ou néobaroques.

### Maisons baroques
- n° 9, maison baroque datant de la fin du XVIIe siècle ou du début du XVIIIe siècle, restaurée en 1969
- n° 20, façade-pignon enduite de la fin du XVIIe siècle
- n° 22, façade-pignon enduite de la fin du XVIIe siècle
- n° 34, façade-pignon enduite remontant au XVIIe siècle

remarquable porte baroque en pierre bleue à volutes, portant la marque du carrier P. Wincqz
allège à balustres au premier étage, pignon à oculus et fronton triangulaire
- n° 36, maison de style baroque tardif de la fin du XVIIe siècle ou du début du XVIIIe siècle, restaurée en 1962 par l'architecte A. Hannaert
- n° 67, façade-pignon enduite datant de 1696

large millésime 1696 au-dessus des fenêtres du premier étage, pignon à volutes dont la baie centrale est surmontée d'un puissant larmier

### Maisons néobaroques
- n° 19, maison néobaroque édifiée en 1959-1960 par l'architecte E. Meert après un incendie

étroite façade de deux travées, en briques, fenêtres à meneaux et traverses en pierre blanche, allèges ornées d'un encadrement en pierre blanche, lucarne unique en bois à fronton courbe
- n° 23, maison néobaroque édifiée en 1959-1960 par l'architecte E. Meert après un incendie

façade de trois travées, en briques, fenêtres à meneaux et traverses en pierre blanche, trous de boulin, trois lucarnes en bois

### Architecture monumentale
- n° 48-50, façade arrière du siège de la Deutsche Bank, architecte Alexis Dumont (arrière du bâtiment éclectique sis rue d'Arenberg 5-9, commencé en 1912 sur les plans de l'architecte allemand Jessen et terminé par Dumont de 1929 à 1932)

## Fait historique
C'est au numéro 21 de cette rue que Gennaro Rubino s'installa lors de son arrivée à Bruxelles pour préparer sa tentative de régicide sur le roi des Belges Léopold II.

## Accessibilité
| ___ | Ce site est desservi par les stations de métro : Gare Centrale et De Brouckère. |